# Unwritten Law
Gli Unwritten Law sono un gruppo pop punk statunitense formatosi nel 1990 a Poway, un sobborgo di San Diego, sotto contratto con Suburban Noize Records dal 2010. In diciott'anni di attività hanno pubblicato sette album studio e partecipato a tour internazionali, tra cui il Warped Tour. Il loro brano di maggior successo è Seein' Red, piazzatosi al numero 1 della Alternative Songs.

## Storia

### Formazione
Il gruppo si formò intorno al batterista Wade Youman e si susseguirono cambi di formazione fino a quando la formazione non si stabilizzò con l'arrivo di Scott Russo alla voce, Steve Morris e Rob Brewer alle chitarre e John Bell al basso. Il gruppo pubblicò la sua prima demo nel 1992, presto seguita dal singolo in vinile Blurr nel 1993. La band si inserì rapidamente nella prolifica scena di San Diego, che includeva al tempo blink-182, Buck-O-Nine, Sprung Monkey, Drive Like Jehu e Rocket from the Crypt.

### Primi album
Nel 1994 l'ensemble registrò il suo primo album, Blue Room, pubblicato dall'etichetta locale Red Eye Records. L'album mostrò le potenzialità punk del gruppo e guadagnò alla band una buona reputazione nella scena di San Diego e l'opportunità di suonare più concerti. Tracce come CPK, Shallow e Suzanne sono tuttora suonate nei concerti della band. L'album attirò l'attenzione della Epic Records, che firmò un contratto con la band e ripubblicò Blue Room l'anno seguente.
Il secondo album del gruppo, Oz Factor, fu pubblicato nel 1996, da cui furono estratti i singoli Superman, Denied e Tell Me Why. L'anno seguente la band fu impegnata in un tour negli USA con, tra gli altri, blink-182 e Pennywise.

### Unwritten Law
Nel 1997 gli Unwritten Law firmarono con la Interscope Records e il bassista John Bell lasciò la band. Il bassista dei Pivit Micah Albao raggiunse il gruppo a Seattle per la registrazione dell'album omonimo Unwritten Law, che fu pubblicato nel 1998. Il singolo Cailin raggiunse la posizione numero 28 nella Alternative Songs.. Pat "PK" Kim, ex Sprung Monkey, entrò nella band come bassista permanente e la band partì per il Warped Tour, che la portò in Nordamerica, Europa e Australia.

### Il successo
Il gruppo lavorò per molto tempo all'album successivo, Elva, che uscì nel 2002 e segnò una svolta del sound del gruppo in senso marcatamente commerciale. Questo cambio di sonorità portò fortuna alla band, e i singoli Up All Night, Rest of My Life e Seein' Red raggiunsero rispettivamente le posizioni numero 14, numero 16 e numero 1 della Alternative Songs. In seguito la band fece un lungo tour con Sum 41 e The Used.
Nel 2003 il gruppo fu invitato da VH1 a filmare un episodio della serie live acustica Music in High Places. Il gruppo registrò una serie di concerti acustici in vari locali allo Yellowstone National Park, e li prepararono per l'uscita in un album, ma la Interscope non volle pubblicarlo. Per questo motivo la band rescisse il suo contratto con l'etichetta e firmò con la Lava Records, che pubblicò Music in High Places, pubblicato anche in DVD con il titolo Live in Yellowstone.

### Cambi di formazione
Poco dopo la pubblicazione di Music in High Places il batterista Wade Youman fu cacciato dalla band a causa di problemi personali e professionali. Per la registrazione del successivo Here's to the Mourning la band si servì dei batteristi Adrian Young dei No Doubt e Tony Palermo dei Pulley. Nel 2005 Palermo si unì definitivamente al gruppo come batterista in pianta stabile. Allen e Linda Perry contribuirono alla scrittura del testo del singolo Save Me (Wake Up Call), seguito da She Says.
Nel marzo 2005 il chitarrista Rob Brewer abbandonò il gruppo a causa di alcuni litigi con il frontman Russo e altri componenti della band, che decise di non sostituirlo e rinunciare quindi al secondo chitarrista. Il gruppo proseguì quindi a pubblicizzare Here's to the Mourning con tour negli USA e oltreoceano.

### Avvenimenti recenti
Gli Unwritten Law furono occupati per quasi tutto il 2006 nella registrazione di un best of intitolato The Hit List, che fu pubblicato il 2 gennaio 2007 dalla Abydos Records. Include diciassette tra le più celebri tracce del gruppo, quasi tutte registrate nuovamente dalla nuova formazione, oltre a due nuove tracce tra cui il singolo Shoulda Known Better. Inoltre la Interscope pubblicò un best of dal nome 20th Century Masters: The Millennium Collection, composto da brani tratti da Unwritten Law e Elva. Nel luglio 2007 il gruppo cominciò un tour in supporto di The Hit List, con il batterista Dylan Howard come sostituto di Palermo, la cui moglie era in procinto di partorire.
Sempre durante il 2007 Palermo fu batterista in un tour Papa Roach, e nel marzo 2008 fu annunciato che egli sarebbe diventato batterista permanente di questa band.. Intanto gli Unwritten Law, con il nuovo batterista Dylan Howard, filmarono un DVD live al Key Club di Hollywood nel marzo 2008., pubblicato nel 2008.

## Componenti

### Componenti attuali
- Scott Russo – voce (1991 – oggi)
- Steve Morris – chitarra, voce d'accompagnamento (1991 – oggi)
- Pat "PK" Kim – basso, voce d'accompagnamento (1998 – oggi)
- Dylan Howard – batteria (2008–oggi)

### Ex-componenti
- John Bell – basso (1991 – 1998)
- Wade Youman – batteria (1991 – 2003)
- Rob Brewer – chitarra (1991 – 2005)
- Tony Palermo – batteria (2005 - 2008)

## Discografia

### Album studio
- 1994 - Blue Room
- 1996 - Oz Factor
- 1998 - Unwritten Law
- 2002 - Elva
- 2005 - Here's to the Mourning
- 2011 - Swan
- 2022 - The Hum

### EP
- 1993 - Blurr
- 1999 - Visit to Oz

### Album live
- 2003 - Music in High Places
- 2008 - Live and Lawless

### Raccolte
- 2006 - 20th Century Masters: The Millennium Collection
- 2007 - The Hit List

### Singoli
- 1996 - Lame
- 1996 - Denied
- 1996 - Superman
- 1999 - Cailin
- 2000 - Lonesome
- 2001 - Up All Night
- 2002 - Seein' Red
- 2003 - Rest of My Life
- 2005 - Save Me (Wake Up Call)
- 2005 - She Says

## Videografia

### Video musicali
- 1996 - Superman
- 1998 - Teenage Suicide
- 1998 - California Sky
- 1998 - Holiday
- 1999 - Cailin
- 2000 - Lonesome
- 2002 - Up All Night
- 2002 - Seein' Red
- 2003 - Rest of My Life
- 2005 - Save Me (Wake Up Call)
- 2005 - She Says
- 2007 - Shoulda Known Better

### DVD
- 2003 - Live in Yellowstone

## Tracce in film e videogame
Cailin è stata usata nella colonna sonora del film Coyote Ugly, nel quale si vede la band suonare la canzone. Get Up è stata usata nel trailer di Indigo Prophecy. California Sky invece è stata inserita nel videogioco "Dave Mirra Freestyle BMX" per Play Station. Celebration Song è stata inclusa in Need for Speed: Underground 2 e MX vs. ATV Unleashed, mentre F.I.G.H.T. appare in Burnout Revenge e Midnight Club 3: DUB Edition..